# Herba

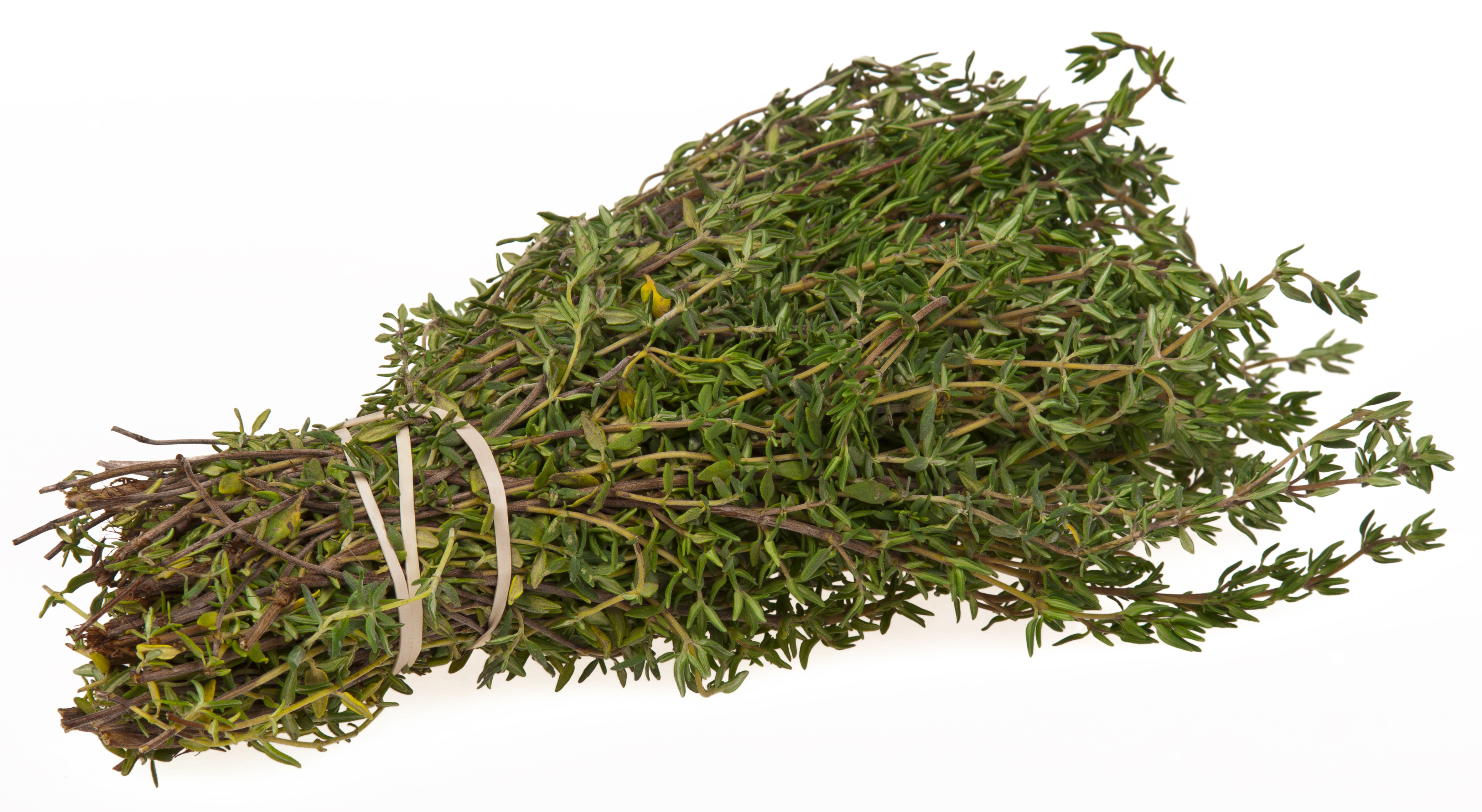
Un manat de farigola

Una herba és una planta utilitzada com a aliment, medicament, perfum, o per donar gust. La seva tija no desenvolupa teixit llenyós com fan els arbres i els arbustos. No s'hi inclouen les verdures i altres plantes consumides pels macronutrients.

## Usos culinaris

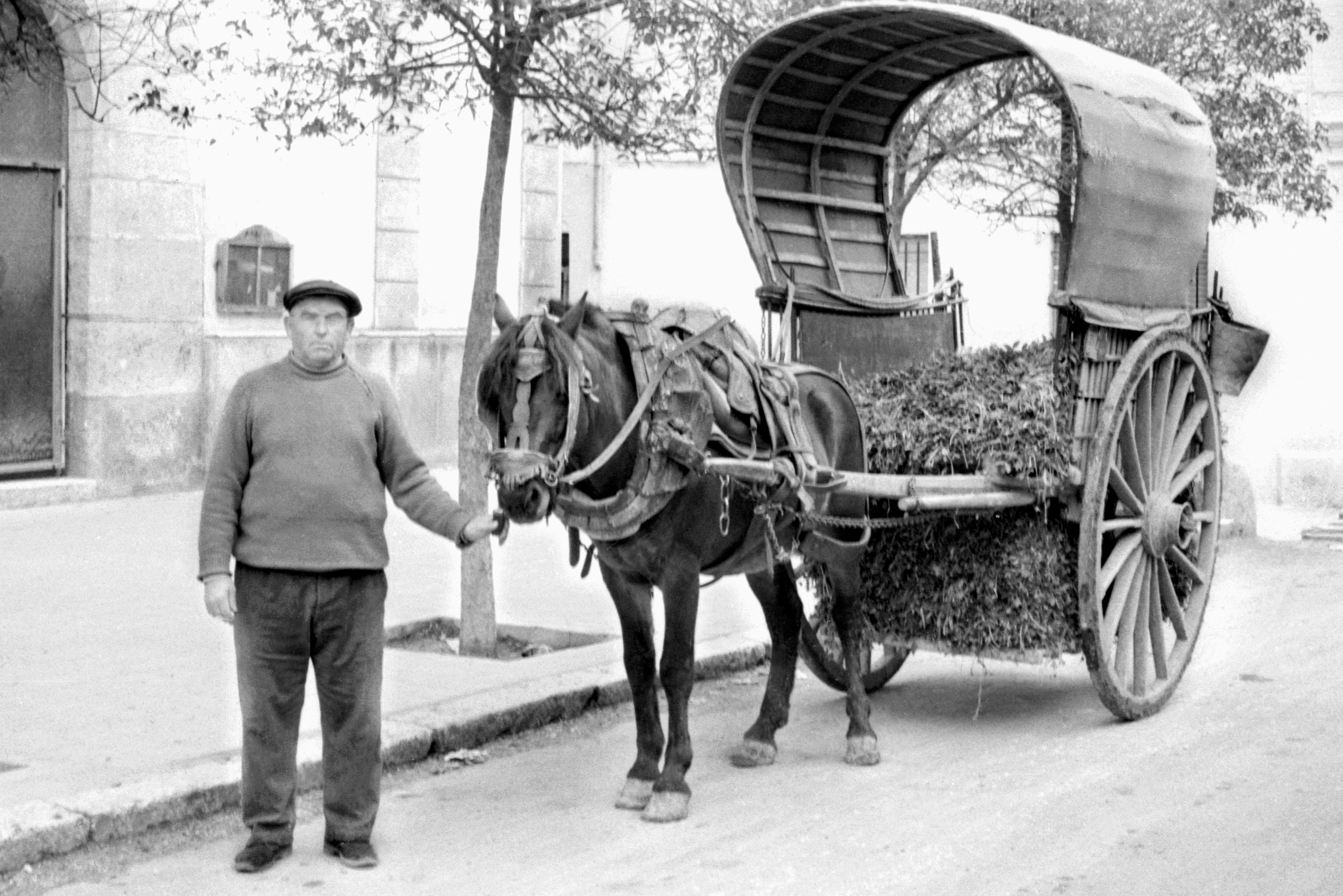
Venedor d'herba (Alginet, 1965)

En sentit ampli entre les herbes culinàries, a més de les herbes pròpiament dites, poden ser incloses plantes llenyoses (romaní, farigola...) i fins i tot arbres (fulles de llorer).
Una primera precisió en fa referència a la quantitat. L’ús de les herbes culinàries es limita a petites quantitats, per a donar sabor i aroma i no pas en percentatges substancials formant part important de l’aliment a ingerir. Contràriament, les verdures sí que formen part de l’aliment.

### Tractats de cuina
Una manera d’analitzar l’ús de les herbes en la cuina és a partir de les obres culinàries més importants.
- Marc Gavi Apici en la seva obra De re coquinaria, proposa algunes herbes que poden considerar-se habituals en la cuina mediterrània actual: all, anís, anet, api, tàperes, cardamom, alcaravia, ceba, escalunya, ceba tendra, coriandre, safrà, comí, fonoll, llorer, gingebre, romaní, api bord, menta, herba gatera, alfàbrega, orenga, julivert, sajolida, sèsam, mostassa, timó (farigola),...

- En el Llibre de Sent Soví s'esmenten unes quantes herbes prou conegudes i populars: julivert, marduix, sàlvia, menta, coriandre, alfàbrega, sajolida, farigola, fonoll, matafaluga, eruga, lletsó, verdolaga, créixens.

- En el Llibre del Coc les herbes relacionades són molt semblants a les de la llista anterior: alcaravia, all, celiandre, comí, julivert, llor, matafalufa, menta, moraduix, orenga, poliol, romaní, sajolida, sàlvia...[4]

### Capitular de Villis
| Nr. | Nom en llatí en el Capitulare | Nom científic (i família)                                                   | Denominació catalana     |
| --- | ----------------------------- | --------------------------------------------------------------------------- | ------------------------ |
| 1a  | lilium                        | Iris germanica L. (Iridaceae)                                               | lliri                    |
| 1b  | lilium                        | Lilium candidum L. (Liliaceae)                                              | assutzena, lliri blanc   |
| 2   | rosas                         | Rosa canina L. (Rosaceae)                                                   | rosa silvestre           |
| 3   | fenigrecum                    | Trigonella foenum-graecum L. (Fabaceae)                                     | fenigrec                 |
| 4a  | costum                        | Saussurea costus (Falc.) Lipschitz (Asteraceae)                             |                          |
| 4b  | costum                        | Tanacetum balsamita L. (Asteraceae)                                         |                          |
| 5   | salviam                       | Salvia officinalis L. (Lamiaceae)                                           | sàlvia                   |
| 6   | rutam                         | Ruta graveolens L. (Rutaceae)                                               | ruda                     |
| 7   | abrotanum                     | Artemisia abrotanum L. (Asteraceae)                                         | abròtan                  |
| 8   | cucumeres                     | Cucumis sativus L. (Cucurbitaceae)                                          | cogombre                 |
| 9   | pepones                       | Cucumis melo L. (Cucurbitaceae)                                             | meló                     |
| 10  | cucurbitas                    | Cucurbita lagenaria L. = Lagenaria siceraria (Mol.) Standl. (Cucurbitaceae) | carbassa                 |
| 11a | fasiolum                      | Vigna unguiculata (L.) Walp. (Fabaceae)                                     | fesolí                   |
| 11b | fasiolum                      | Dolichos lablab L. (Fabaceae) = D. purpureus (L.) Sweet                     | mongeta egípcia          |
| 12  | ciminum                       | Cuminum cyminum L. (Apiaceae)                                               | comí                     |
| 13  | ros marinum                   | Rosmarinus officinalis L. (Lamiaceae)                                       | romaní                   |
| 14  | careium                       | Carum carvi L. (Apiaceae)                                                   | alcaravea                |
| 15  | cicerum italicum              | Cicer arietinum L. (Fabaceae)                                               | cigró                    |
| 16  | squillam                      | Urginea maritima (L.) Baker (Hyacinthaceae)                                 | ceba marina              |
| 17  | gladiolum                     | Gladiolus italicus Mill. (Iridaceae)                                        | gladiol                  |
| 18a | dragantea                     | Polygonum bistorta L. (Polygonaceae)                                        | bistorta                 |
| 18b | dragantea                     | Artemisia dracunculus L. (Asteraceae)                                       | estragó                  |
| 19  | anesum                        | Pimpinella anisum L. (Apiaceae)                                             | anís                     |
| 20a | coloquentidas                 | Citrullus colocynthis (L.) Schrad. (Cucurbitaceae)                          | coloquinta               |
| 20b | coloquentidas                 | Bryonia alba L. (Cucurbitaceae)                                             | briònia                  |
| 21a | solsequiam                    | Heliotropium europaeum L. (Boraginaceae)                                    | cua d'escorpí            |
| 21b | solsequiam                    | Calendula officinalis L. (Asteraceae)                                       | boixac de jardí          |
| 21c | solsequiam                    | Cichorium intybus (Asteraceae)                                              | xicoira                  |
| 22a | ameum                         | Ammi copticum L. = Trachyspermum ammi (L.) Sprague (Apiaceae)               | bisnaga                  |
| 22b | ameum                         | Meum athamanticum Jacq. (Apiaceae)                                          | meu                      |
| 23  | silum                         | Laserpitium siler L. (Apiaceae)                                             | Laserpitium              |
| 24a | lactucas                      | Lactuca sativa L. (Asteraceae)                                              | enciam                   |
| 24b | lactucas                      | Lactuca virosa L. (Asteraceae)                                              | enciam de bosc           |
| 25  | git                           | Nigella sativa L. (Ranunculaceae)                                           | pebreta                  |
| 26  | eruca alba                    | Eruca sativa Mill. (Brassicaceae)                                           | ruca                     |
| 27  | nasturtium                    | Nasturtium officinale R.Br. (Brassicaceae)                                  | creixen                  |
| 28  | parduna                       | Arctium lappa L. (Asteraceae)                                               | repalassa                |
| 29  | puledium                      | Mentha pulegium L. (Lamiaceae)                                              | poliol                   |
| 30a | olisatum                      | Angelica archangelica L. (Apiaceae)                                         | herba de l'Esperit Sant  |
| 30b | olisatum                      | Smyrnium olusatrum L. (Apiaceae)                                            | aleixandri               |
| 31  | petresilinum                  | Petroselinum crispum (Mill.) Nym. ex A.W.Hill (Apiaceae)                    | julivert                 |
| 32  | apium                         | Apium graveolens L. (Apiaceae)                                              | api                      |
| 33a | levisticum                    | Ligusticum mutellina (L.) Crantz (Apiaceae)                                 |                          |
| 33b | levisticum                    | Levisticum officinale W.D.J.Koch (Apiaceae)                                 | api bord                 |
| 34  | savinam                       | Juniperus sabina L. (Cupressaceae)                                          | savina muntanyenca       |
| 35  | anetum                        | Anethum graveolens L. (Apiaceae)                                            | anet                     |
| 36  | fenicolum                     | Foeniculum vulgare Mill. (Apiaceae)                                         | fonoll                   |
| 37  | intubas                       | Cichorium intybus L. (Asteraceae)                                           | xicoira                  |
| 38  | diptamnum                     | Dictamnus albus L. (Rutaceae)                                               | lletimó                  |
| 39  | sinape                        | Sinapis alba L. (Brassicaceae)                                              | mostassa blanca          |
| 40  | satureiam                     | Satureja hortensis L. (Lamiaceae)                                           | sajolida de jarí         |
| 41  | sisimbrium                    | Mentha aquatica L. (Lamiaceae)                                              | herba-sana d’aigua       |
| 42  | mentam                        | Mentha spicata L. (Lamiaceae)                                               | Mentha spicata           |
| 43  | mentastrum                    | Mentha longifolia L. (Lamiaceae)                                            | menta boscana            |
| 44  | tanazitam                     | Tanacetum vulgare L. (Asteraceae)                                           | tanarida                 |
| 45  | neptam                        | Nepeta cataria L. (Lamiaceae)                                               | herba gatera             |
| 46a | febrefugiam                   | Centaurium erythraea Rafn (Gentianaceae)                                    | herba de Santa Margarida |
| 46b | febrefugiam                   | Tanacetum parthenium (L.) Schultz Bip. (Asteraceae)                         | segura                   |
| 47  | papaver                       | Papaver somniferum L. (Papaveraceae)                                        | cascall                  |
| 48  | betas                         | Beta vulgaris L. ssp. vulgaris convar. cicla (L.) Alef (Chenopodiaceae)     | bleda-rave, remolatxa    |
| 49  | vulgigina                     | Asarum europaeum L. (Aristolochiaceae)                                      | atzarí                   |
|     | mismalvas                     |                                                                             | malva                    |
| 50  | altaea                        | Althaea officinalis L. (Malvaceae)                                          | malví                    |
| 51  | malvas                        | Malva sylvestris L. (Malvaceae)                                             | malva major              |
| 52  | carvitas                      | Daucus carota L. (Apiaceae)                                                 | pastanaga                |
| 53  | pastenacas                    | Pastinaca sativa L. (Apiaceae)                                              | xirivia                  |
| 54  | adripias                      | Atriplex hortensis L. (Chenopodiaceae)                                      | armoll                   |
| 55  | blidas                        | Amaranthus blitum L. (Chenopodiaceae)                                       | amarant                  |
| 56a | ravacaulos                    | Brassica rapa L. emend. Metzg. ssp. rapa (Brassicaceae)                     | nap salvatge             |
| 56b | ravacaulos                    | Brassica oleracea var. gongylodes L. (Brassicaceae)                         | col                      |
| 57  | caulos                        | Brassica oleracea L. (Brassicaceae)                                         | col                      |
| 58a | uniones                       | Allium fistulosum L. (Alliaceae)                                            | ceba d'hivern            |
| 58b | uniones                       | Allium ursinum L. (Alliaceae)                                               | all bord                 |
| 59  | britlas                       | Allium schoenoprasum L. (Alliaceae)                                         | cebollí                  |
| 60  | porros                        | Allium porrum L. (Alliaceae)                                                | porro                    |
| 61  | radices                       | Raphanus sativus L. var. niger (Brassicaceae)                               | rave                     |
| 62  | ascalonias                    | Allium cepa L. var. ascalonicum (Alliaceae)                                 | ceba                     |
| 63  | cepas                         | Allium cepa L. var cepa (Alliaceae)                                         | ceba                     |
| 64  | alia                          | Allium sativum L. (Alliaceae)                                               | all                      |
| 65  | warentiam                     | Rubia tinctorum L. (Rubiaceae)                                              | roja                     |
| 66a | cardones                      | Dipsacus sativus (L.) Scholl. (Dipsacaceae)                                 | card                     |
| 66b | cardones                      | Cynara cardunculus L. (Asteraceae)                                          | herbacol                 |
| 67  | fabas maiores                 | Vicia faba L. (Fabaceae)                                                    | fava                     |
| 68  | pisos Mauriscos               | Pisum sativum L. (Fabaceae)                                                 | pèsol                    |
| 69  | coriandrum                    | Coriandrum sativum L. (Apiaceae)                                            | coriandre                |
| 70  | cerfolium                     | Anthriscus cerefolium (L.) Hoffm. (Apiaceae)                                | cerfull                  |
| 71  | lacteridas                    | Euphorbia lathyris L. (Euphorbiaceae)                                       | cagamuja                 |
| 72  | sclareiam                     | Salvia sclarea L. (Lamiaceae)                                               | sàlvia romana            |
| 73  | Jovis barbam                  | Sempervivum tectorum L. (Crassulaceae)                                      | matafoc comú             |

## Tisanes
Per infusió o decocció de substàncies vegetals (plantes medicinals, espècies i altres) en aigua, s'obtenen begudes molt variades, algunes de les quals amb efectes medicinals.

## Medicina
El primer tractat de medicina conservat, datat de cap al 5000 aC, fou obra dels sumeris. Entre altres aspectes el tractat considera l’ús d’algunes plantes medicinals relacionades amb malalties concretes.
Al voltant del 162 dC, el metge Galè basava gran part de les seves pràctiques curatives en les plantes medicinals. La medicina tradicional a l'Índia (aiurveda) i la medicina tradicional xinesa empren herbes curatives des de fa segles. La tradició de les herbes medicinals en la cultura occidental es relaciona amb personatges com Hipòcrates, Galè, Dioscòrides Pedaci, Pau d'Egina, Avicenna, Paracels i molts altres.

## Rituals
L'ús d'herbes i de plantes, en general, és habitual en molts rituals i costums socials.

### Rituals religiosos
- Bramanisme. En moltes cerimònies és freqüent l’ús d’un pom d’una herba anomenada kusa (Desmostachia bipinnata).[20][21][22][23]

- En moltes cerimònies del zoroastrisme es fa servir el barsom, un manat de branques de magraner tallades i lligades per un sacerdot autoritzat.[24][25]

- En el sopar de la Pasqua jueva és tradicional menjar herbes amargues, anomenades maror.[26][27][28]

### Rituals socials
- A les Illes Hawaii és tradicional oferir collarets de flors (leis) als nouvinguts.[29][30]

- El calumet era la pipa cerimonial de les tribus de les planes d'Amèrica del Nord.[31][32][33]

- Per tot Catalunya, València i Mallorca hi ha diverses manifestacions populars anomenades “balls de rams”. En cada ball es produeix l’obsequi d’un ram d’un dels dansaires a la seva parella. Pot ser l’home o la dona qui ofereix el ram. Per exemple, en el ball dels Pabordes, la dona ofereix un ram d’alfàbrega a l’home.[34]